# Lipovac Majur
Lipovac Majur is een plaats in de gemeente Daruvar in de Kroatische provincie Bjelovar-Bilogora. De plaats telt 119 inwoners (2001).